# أشلي كوبر (مغنية)
أشلي كوبر (بالإنجليزية: Ashley Cooper)‏ هي مغنية نيوزيلندية، ولدت في 23 فبراير 1988.

## وصلات خارجية
- أشلي كوبر على موقع IMDb (الإنجليزية)